# Eurovisiedansfestival
Het Eurovisiedansfestival was tussen 2007 en 2008 een op het Eurovisiesongfestival geïnspireerde presentatie en competitie van dansen. De show werd uitgezonden op televisie door heel Europa, maar ook daarbuiten. Ook op het internet was het festival te volgen. Het festival heeft de naam te danken aan het Eurovision TV Distribution Network, een onderdeel van de European Broadcasting Union (EBU).
Het eerste Eurovisiedansfestival was het Eurovisiedansfestival 2007, dat in Londen gehouden werd. Het werd gevolgd door het Eurovisiedansfestival 2008 in Glasgow. In 2009 zou een derde editie georganiseerd worden, maar die werd afgeblazen vanwege de tegenvallende interesse. In januari 2010 werd door de EBU bekendgemaakt dat het Eurovisiedansfestival werd stopgezet.
Aan het dansfestival kon ieder actief EBU-lid meedoen, waardoor ook landen buiten Europa die mogelijkheid kregen. Het gaat hier om Algerije, Armenië, Azerbeidzjan, Egypte, Georgië, Israël, Libanon, Libië, Marokko, Syrië en Tunesië.

## Aantal overwinningen en georganiseerde festivals

Aantal overwinningen per land

Twee landen wonnen het festival (Finland en Polen). De regel uit het gewone Eurovisiesongfestival dat het winnende land na een winst het festival het jaar daarop moet organiseren, geldt niet voor het Eurovisiedansfestival.
| Plaats | Land    | Overwinningen | Organisaties |
| ------ | ------- | ------------- | ------------ |
| 1      | Finland | 1 (2007)      | 0            |
| 1      | Polen   | 1 (2008)      | 0            |

## Deelnemende landen

Deelnemende landen sinds 2003:
Namen minstens eenmaal deel
Namen nog nooit deel
Wilden debuteren, maar festival werd niet meer georganiseerd of trok zich vroegtijdig terug

Het festival werd voor de eerste keer georganiseerd in 2007. Er namen toen 16 landen deel. Een jaar later namen er nog maar 14 landen deel. Het festival van 2009 werd eerst uitgesteld tot 2010 en later zelfs geannuleerd.
| Land                | 2007 | 2008 |
| Azerbeidzjan        |      |      |
| Denemarken          |      |      |
| Duitsland           |      |      |
| Finland             |      |      |
| Griekenland         |      |      |
| Ierland             |      |      |
| Litouwen            |      |      |
| Nederland           |      |      |
| Oekraïne            |      |      |
| Oostenrijk          |      |      |
| Polen               |      |      |
| Portugal            |      |      |
| Rusland             |      |      |
| Spanje              |      |      |
| Verenigd Koninkrijk |      |      |
| Zweden              |      |      |
| Zwitserland         |      |      |

## Edities
| Jaar | Datum            | Plaats  | Locatie                                   | Landen | Winnaar | Dansers                         |
| ---- | ---------------- | ------- | ----------------------------------------- | ------ | ------- | ------------------------------- |
| 2007 | 1 september 2007 | Londen  | BBC Television Centre                     | 16     | Finland | Jussi Väänänen & Katja Koukkula |
| 2008 | 6 september 2008 | Glasgow | Scottish Exhibition and Conference Centre | 14     | Polen   | Edyta Herbuś & Marcin Mroczek   |